# Feast of Love
Feast of Love (titulada El juego del amor en España e Hispanoamérica y Golpe de amor en la distribución mexicana en DVD) es una película de 2007, del género del drama dirigida por Robert Benton, con Morgan Freeman, Greg Kinnear, Selma Blair y Radha Mitchell. La película, basada en la novela The Feast of Love de Charles Baxter de 2000, fue lanzada por primera vez el 28 de septiembre de 2007, en los Estados Unidos.

## Argumento
En una cafetería de una comunidad estrechamente unida de Oregón, el profesor local y escritor Harry Stevenson (Morgan Freeman) percibe cómo el amor causa problemas entre los residentes del pueblo. Entre jóvenes, entre viejos, entre parientes, entre amantes, entre los humanos e incluso entre los animales, Harry contempla sobrecogido cómo el amor mistifica, devasta, inspira, pide sin razón y modela la vida de todos los que le rodean, incluido él mismo.

## Reparto
- Morgan Freeman como Harry Stevenson.
- Greg Kinnear como Bradley Smith.
- Radha Mitchell como Diana Croce.
- Billy Burke como David Watson.
- Selma Blair como Kathryn Smith.
- Alexa Davalos como Chloe Barlow.
- Toby Hemingway como Oscar.
- Stana Katic como Jenny.
- Erika Marozsán como Margaret Vekashi.
- Jane Alexander como Esther Stevenson.
- Fred Ward como Bat.
- Margo Martindale como Mrs. Maggarolian.
- Missi Pyle como Agatha Smith.
- Shannon Lucio como Janey.

## Crítica
La película recibió críticas mixtas de los críticos. La Crítica de Rotten Tomatoes informó que el 41% de los críticos de cine dio comentarios positivos, sobre la base de 104 comentarios. Metacritic informó que la película tenía una puntuación media de 51 sobre 100, basada en 28 comentarios.